# 클라스얀 휜텔라르
디르크 얀 클라스 "클라스얀" 휜텔라르(네덜란드어: Dirk Jan Klaas "Klaas-Jan" Huntelaar ˈklaːs ˈjɑn ˈɦɵntəˌlaːr[*], 1983년 8월 12일, 포르-드렘프트 ~)는 사냥꾼이라는 별칭이 붙은 네덜란드의 축구 선수였다.
휜텔라르는 "다득점의 공격수"로 묘사되고, "공을 발밑에 떨어뜨리는 능력이 뛰어나다"고도 평이 붙었으며, 경기 방식이 마르코 판 바스턴이나 뤼트 판 니스텔로이같은 선수들과 비교되었다. 2009년, 루이 판 할 전 네덜란드 국가대표팀 감독이 그에 대해 "페널티 구역에서 그는 세계 최고의 선수이며, 그와 견줄 수 있는 선수가 없다"며 그를 칭찬했다.
2006년, 네덜란드 올해의 신인 축구 선수와 아약스 "올해의 선수로 선정된 휜텔라르는 2006년 UEFA U-21 축구 선수권 대회를 우승한 네덜란드 대표팀의 주역이며, 그는 이 대회의 득점왕에 등극했다. 그는 UEFA 대회의 팀에 이름을 올린 두 명의 공격수들 중 한 명이기도 했다. 그는 22경기에 출전해 18골을 기록해 네덜란드 U-21 국가대표팀의 역대 최다 득점자이다. 그는 2005-06 시즌과 2007-08 시즌에 에레디비시 득점왕을 차지하며 국내 무대에서도 성공을 거두었다. 휜텔라르는 PSV, 더 흐라프스합, AGOVV, 헤이렌베인, 아약스, 레알 마드리드, 그리고 밀란을 거쳐 2010년 8월에 샬케 04의 일원이 되었고, 2011-12 시즌에는 29골로 득점왕에 등극했다.

## 유년 시절
휜텔라르는 네덜란드 아흐터르후크의 촌락인 포르-드렘프트 출신으로, 그는 출생 6주 후에 휘멜로로 이주했다. 그는 부모 디르크-얀과 마우트 휜텔라르, 형 니크와 동생 옐러와 동거했다. 5세가 되었을때, 휜텔라르 삼 형제는 인근 축구단 VV H. en K.에 입단해 그 곳에서 6년을 보냈다. 같은 시기, 그는 고 어헤드 이글스의 유소년부로부터 재능이 발굴되었으나, 선수단 훈련장인 데벤터르와 거리가 멀어 구단에 합류하지 못했다.
그 후, 그는 1994년 4월 6일에 더 흐라프스합에 발굴되어 11세에 첫 유소년 계약을 맺게 되었다. 더 흐라프스합에서 처음 2년을 보내며, 휜텔라르는 좌측 미드필더, 공격형 미드필더, 좌측 수비수, 그리고 골키퍼로도 활약하기도 했다. 3년차에 들어서야 그는 공격수로 배치되기 시작했다.
1997-98 시즌, 14세가 된 휜텔라르는 더 흐라스프합 3군의 주 공격수로 20경기에서 33골을 기록했다. 그 다음 시즌, 그는 2군 1진으로 승격되었고, 1999-2000 시즌에는 31골로 2군 1진 리그 득점왕에 올랐다. 그의 골결정력은 PSV의 주목을 끌었고, 그는 2000년 6월에 이적했다.

## 클럽 경력

### PSV
PSV의 1년차에 휜텔라르는 빌리 판 데르 카윌런 1군 1진 유소년 감독의 지도 하에 다득점 공격수로 두각을 나타냈고, 23경기 26골로 유소년 리그 득점왕에 등극했다. PSV 2년차에, 휜텔라르는 휘스 히딩크 감독에 의해 1군 선수단에 차출되었다. 2002년 11월 23일, 그는 3-0으로 이긴 로센달과의 원정 경기에서 76분에 마테야 케즈만의 후반 교체로 투입되어 신고식을 치렀다. 그러나, 그는 이 경기 이후로 PSV에서 추가 출전 기회를 잡지 못했다.

### 더 흐라프스합
2003년 초, 휜텔라르가 1군 출전 기회를 잡는 것이 불가능한 것으로 판단되었고, 결국 그는 삼촌이 재정 단장으로 근무하는 친정 구단 더 흐라프스합으로 임대되었다. 2003년 2월 8일, 그는 로센달과의 경기에서 한스 판 더 하르의 교체로 들어가 더 흐라프스합 1군 데뷔전을 치렀다. 그가 선발로 출전한 더 흐라프스합의 유일한 경기는 훗날 그가 합류하게 될 헤이렌베인과의 경기로, 이 경기에서 더 흐라프스합이 1-5로 패했다. 그가 더 흐라프스합 선수로 출전한 마지막 경기는 즈볼러와의 2003년 5월 29일 경기로, 이 경기에서 1-2로 패하면서, 그의 소속 구단은 에레디비시에서 강등되는 것이 확정되었다. 도합하여, 휜텔라르는 최고 소작농 소속으로 9번의 에레디비시 경기에 출전했는데, 한 번은 선발로, 8번은 교체로 출전했지만, 더 흐라프스합은 무득점으로 침묵한 그의 임대를 연장을 하지 않기로 결정했다.

### AGOVV
2003-04 시즌을 앞두고, 휜텔라르는 또다시 임대되었는데, 이번에는 에이르스터 디비시로 승격한 새내기 AGOVV에 합류해 유리 콜호프 감독의 지도를 받았다. 그는 인상적으로 시작을 끊었는데, 오스와 펼친 AGOVV 첫 경기에서 득점에 성공했고, 이어지는 헤라클레스 알멜로와의 2번째 리그 경기에서는 해트트릭을 완성했다. 휜텔라르는 35경기에서 26골을 기록해 2부 리그 득점왕을 차지하고 에이르스터 디비시 올해의 선수로도 선정되었다. AGOVV는 이후 그가 구단에 끼친 영향에 존중을 표하기 위해 스포르트파르크 베르흐 & 보스 경기장 한쪽 관중석을 "클라스-얀 휜텔라르 관중석"으로 개명했다.

### 헤이렌베인

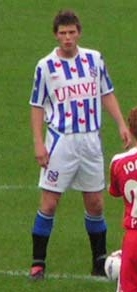
헤이렌베인의 휜텔라르

AGOVV 임대 계약이 만료된 후, 휜텔라르는 PSV의 연장 계약 기회를 넘기고, 프리슬란트 연고의 헤이렌베인으로 이적했다. 휜텔라르는 2004-05 시즌에 AZ과의 헤이렌베인 에레디비시 데뷔전에서 득점을 올렸고, 겨울 휴식기까지 치른 17경기에서 10골을 넣었다. 한 시즌동안, 휜텔라르는 31경기에 출전해 17골을 기록했고, 헤이렌베인의 UEFA컵 2005-06 진출에 일조했다. 2005-06 시즌, 휜텔라르는 헤이렌베인에서의 1년차보다 더 개선된 모습을 보였는데, 겨울 휴식기를 앞두고, 그는 15경기에서 17골을 기록해 다수의 네덜란드 구단들이 그의 영입을 노리기 시작했다.

### 아약스

#### 2005–06 시즌

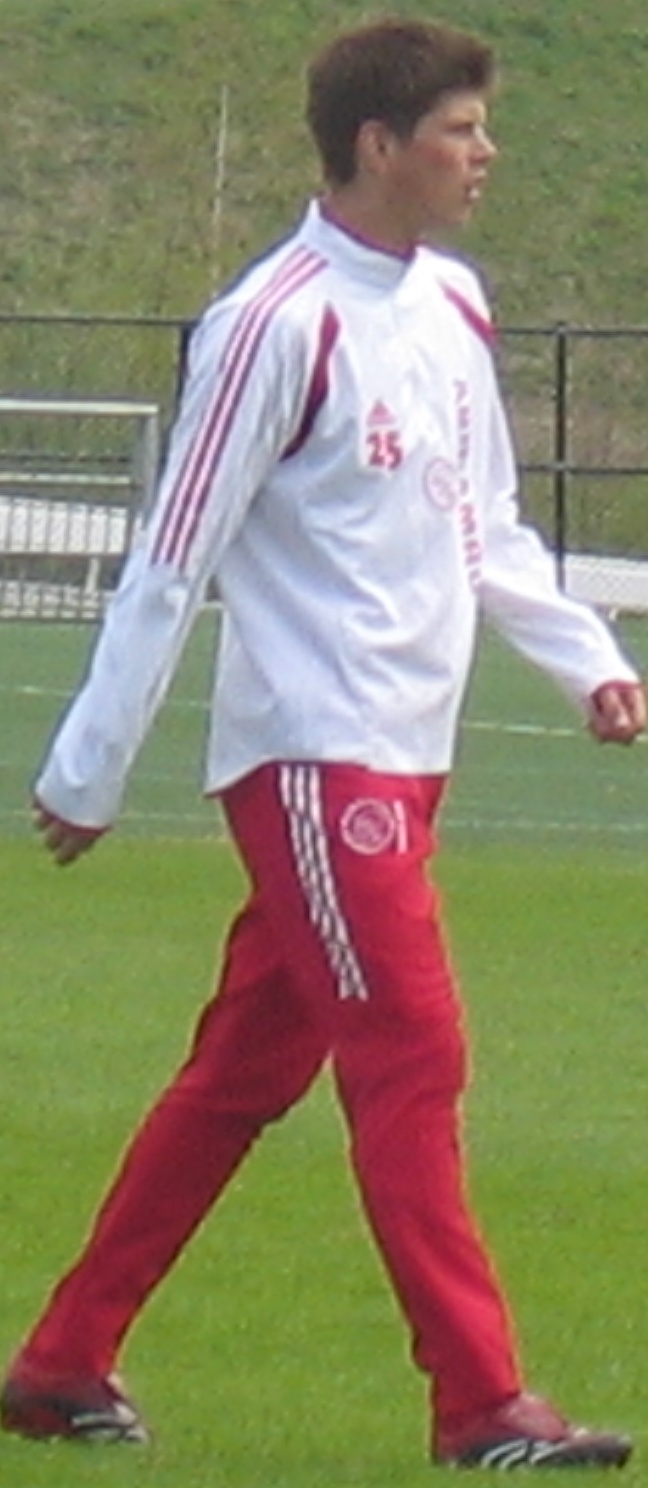
2006년 4월, 아약스 훈련의 휜텔라르

2006년 1월, 휜텔라르는 자신이 유년 시절부터 지지하던 아약스에 입단했다. 헤이렌베인은 이 이적으로 €9M을 받았고, 선수 장려금이 지급되었는데, 15%(€1.35M)의 금액을 PSV가 받았다. 휜텔라르는 겨울 휴식기가 끝나고 2006년 2월 5일, 전 소속 구단 헤이렌베인 KNVB컵 경기에서 아약스 데뷔전을 치렀다. 2월, 휜텔라르는 아약스의 7경기에서 9골을 뽑아냈는데, 특히 그는 이탈리아 세리에 A의 인테르나치오날레와의 UEFA 챔피언스리그 첫 출전 경기에서도 득점에 성공했다. 휜텔라르는 1월에 합류했음에도 불구하고 리그 16경기에 출전해 16골을 넣어 구단 득점 1위에 올랐고, 리그 총 33골로 에레디비시 득점왕에 등극했다. 그는 모든 대회를 통틀어 47경기에 나가 44골을 기록했다. 아약스는 에레디비시 준우승에 그쳤지만, 휜텔라르는 UEFA 챔피언스리그 에레디비시 예선 플레이오프에 참가해 페예노르트와의 연속된 경기에서 득점을 올리고와 흐로닝언과의 경기에도 승리에 공을 세워 아약스의 다음 시즌 UEFA 챔피언스리그 진출을 견인했다.
로다와의 KNVB컵 준결승전에서 휜텔라르는 추가 시간에 돌려차기로 동점골을 기록해 경기를 연장전으로 끌고 나갔다. 휜텔라르는 109분에 추가골을 기록해 아약스의 4-1 승리에 공헌했다. 친정 구단 PSV와의 결승전에서 휜텔라르는 2골을 기록해 아약스가 2-1로 이기고 KNVB컵을 차지할 수 있도록 견인했다. 휜텔라르는 2005-06 시즌 네덜란드 올해의 신인 축구 선수와 아약스 올해의 선수의 주인공이 되었다.

#### 2006–07 시즌

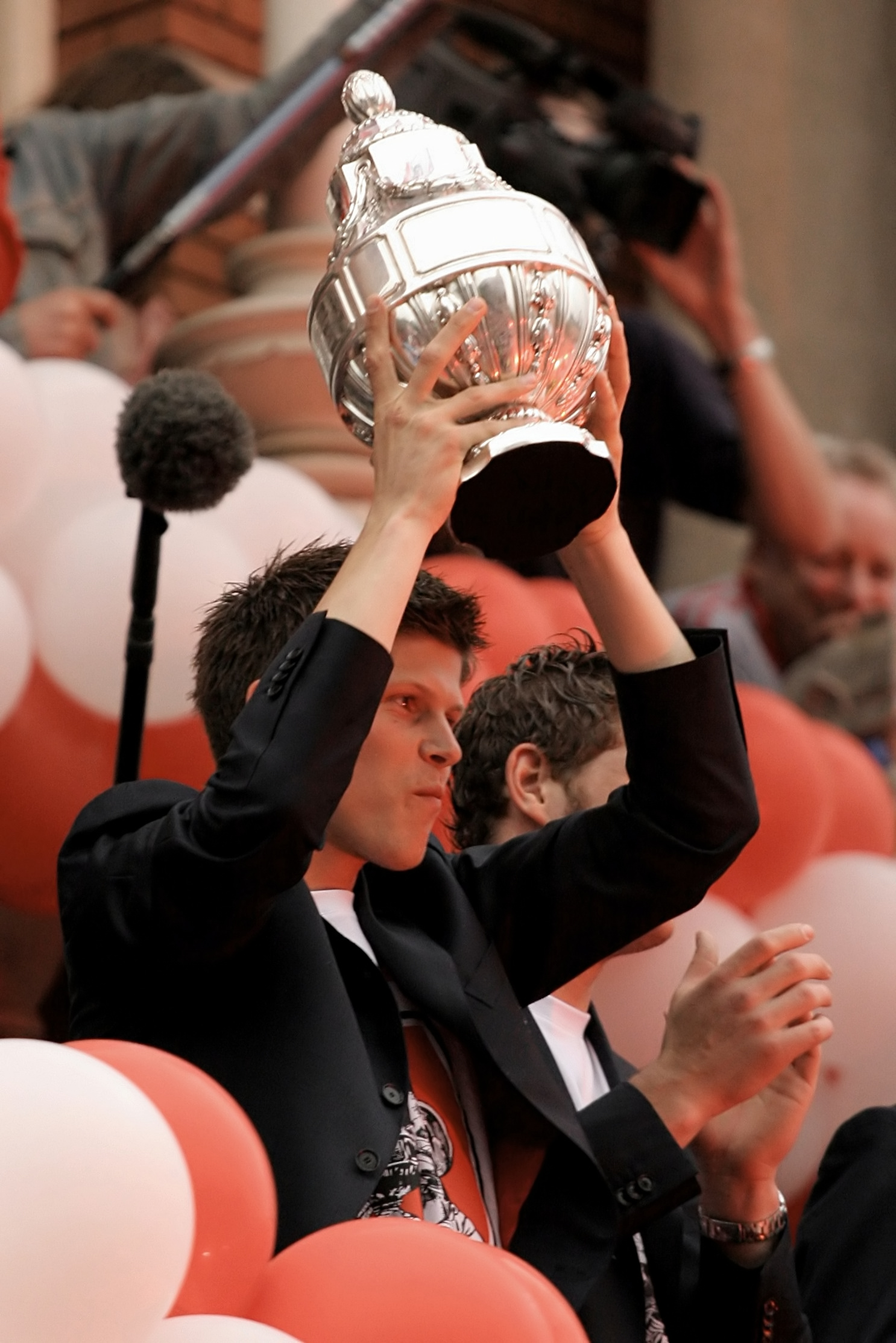
아약스의 KNVB컵 우승을 자축하는 휜텔라르

2006년 7월, 휜텔라르는 아스널의 에미레이트 스타디움에서 득점을 기록한 첫 선수가 되었는데, 이 경기는 데니스 베르흐캄프의 은퇴 경기였다. 그는 첫 온전한 시즌인 2006-07 시즌을 앞두고 아약스의 부주장으로 승진했다. 휜텔라르는 쾨벤하운과의 UEFA 챔피언스리그 예선 1차전에서 2골을 기록해 1차전에서 2-1 승리를 견인했지만, 안방의 2차전에서 0-2 완패를 당해 합계에서 밀려 UEFA 챔피언스리그 본선행이 좌절되었다. 아약스는 UEFA컵에 참가하게 되었는데, 휜테라르는 특히 베르더 브레멘전을 포함한 7경기에서 7골을 득점하며 선전했지만, 3라운드에서 떨어졌다. 에레디비시에서는 21골을 득점했고, 아약스는 또다시 준우승에 머물러 UEFA 챔피언스리그 예선행 진출권을 놓고 에레디비시 플레이오프전을 펼쳐야 했다. 휜텔라르는 헤이렌베인과의 준결승 2차전에서 2골을 기록해 합계 4-1 승리에 일조했다. 이후 아약스는 AZ를 합계 4-2로 누르고 UEFA 챔피언스리그 3차 예선 진출권을 확보했다. 휜텔라르는 KNVB컵에서 6경기 출전 4골을 기록했고, 특히 AZ와의 결승전에서 동점골을 넣어 연장전까지 1-1 무승부로 끌고나갔다. 휜텔라르는 승부차기 주자로 나서 아약스 8-7로 이기고 KNVB컵 2연패를 달성할 수 있게 도왔다. 휜텔라르는 아약스의 2006-07 시즌 모든 대회를 합산해 51경기 출전 36골을 기록했다.

#### 2007년에서 2009년까지
2007-08 시즌, 휜텔라르는 신입생 루이스 수아레스와 공격을 분담하게 되었다. 그러나, 아약스는 또다시 UEFA 챔피언스리그 예전에서 떨어졌는데, 휜텔라르는 슬라비아 프라하와의 1차전에서 페널티킥을 실축했다. 아약스는 디나모 자그레브을 상대로 휜텔라르가 두 골을 기록했지만, 원정 다득점에 밀려 UEFA컵 본선행도 좌절되었다. 에레디비시의 시즌 첫 경기에, 휜텔라르는 4골을 기록해 승격 새내기 더 흐라프스합을 원정에서 8-1로 완파했다. 2007년 10월, 야프 스탐이 은퇴하고, 경험 많은 미드필더 엣하르 다비츠의 부상 복귀가 임박하면서 휜텔라르는 임시 주장으로 임명되었다. 2008년 4월 6일, 휜텔라르는 더 흐라스프합과의 경기에서 해트트릭을 완성해 4-1 승리를 견인하고 에레디비시 100골을 돌파했다. 그 때까지 25년동안, 데니스 베르흐캄프와 디르크 카위트만이 25세가 되기 전에 이 업적을 달성했다. 휜텔라르는 시즌을 34경기 출전 33골로 마쳐, 또다시 에레디비시 득점왕으로 명명되었고, 1986-87 시즌의 마르코 판 바스턴 이래 21년만에 리그 30골 이상을 기록한 최초의 아약스 선수가 되었다.
2008-09 시즌을 앞두고, 마르코 판 바스턴이 아약스 사령탑으로 취임했고, 휜텔라르는 정식적으로 선수단 주장이 되었다. 휜텔라르는 15경기에 출전해 9골을 기록한 후 2008년 11월 9일 스파르타 로테르담과의 리그 경기에서 발목 인대 부상을 당했다. 그는 복귀하기까지 8주가 걸렸고, 그의 복귀전은 아약스 고별 경기가 되었다.

### 레알 마드리드

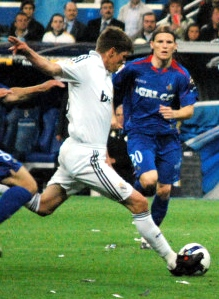
레알 마드리드의 휜텔라르

2008년 12월 초, 레알 마드리드가 1월 겨울 이적 시장에 아약스로부터 휜텔라르를 영입하는 것으로 합의를 보았다. 2009년 1월, 휜텔라르는 €20M 정도로 추정되는 이적료에 레알 마드리드 선수단에 합류한 것으로 보도되었으나, 이후 잠정적 집계가가 €27M으로 책정되었다.
휜텔라르는 부상에서 복귀한 후 2009년 1월 4일, 비야레알과의 라 리가 안방 경기에서 신고식을 치렀다. 그는 56분을 출전한 후, 교체로 4경기 더 출전했는데, 2009년 2월 15일자 스포르팅 히혼과의 원정 경기에서 마침내 첫 골을 기록해 4-0 승리에 일조했다. 마드리드는 겨울 이적 시장을 통해 들여온 휜텔라르와 라사나 디아라를 UEFA 챔피언스리그 2008-09 선수 명단에 등록하려 했지만, 각각 전 소속 구단인 아약스와 포츠머스에서 같은 시즌 UEFA컵 2008-09에 출전한 전적이 있었다. UEFA 규정 따르면 두 선수들 중 한 선수만 등록이 가능하게 되었고, 2009년 2월 1일까지 디아라가 대회에 참가할 수 있게 등록되는 것으로 결정되었다. 이후, 휜텔라르는 마드리드에서의 반 시즌동안 20경기(13경기 선발, 7경기 교체 출전)에 출전해 8골을 득점했다.

### 밀란
2009년 8월 6일, 휜텔라르는 이탈리아 세리에 A 구단 밀란으로 €17.75에 이적했고, 4년 계약을 맺었다. 8월 29일, 휜텔라르는 0-4로 패한 같은 연고지의 숙적 인테르나치오날레와의 마돈니나 더비에서 첫 경기를 치렀다. 부진한 시작 이후, 2009년 11월 29일, 휜텔라르는 2-0으로 이긴 카타니아와의 원정 경기에서 처음으로 밀란에서 골을 기록했는데, 84분에 경기장에 들어간 후 2골을 넣었다.
경기 후, 레오나르두 감독은 휜텔라르에게 더 많은 기회를 줄 것이라 밝혔다. 그러나, 휜텔라르는 이후 몇 경기에서 교체로 등장하는데 그쳤는데, 동료 마르코 보리엘로의 기량이 만개하면서 휜텔라르는 보리엘로가 부상당하기 전까지 교체로도 출전하지 못했다. 휜텔라르는 기회를 살려 우디네세와의 경기에서 또다시 2골을 추가해 밀란의 3-2 승리를 견인했다. 보리엘로가 부진에 빠지자, 휜텔라르는 더 많은 출전 기회를 받을 것으로 예상되었지만, 레오나르두는 노장 필리포 인차기를 기용하기로 가닥을 잡았다. 4월 3일, 휜텔라르는 칼리아리전에 선발로 나서서 27미터 지점에서 7호골을 기록했다.

### 샬케 04

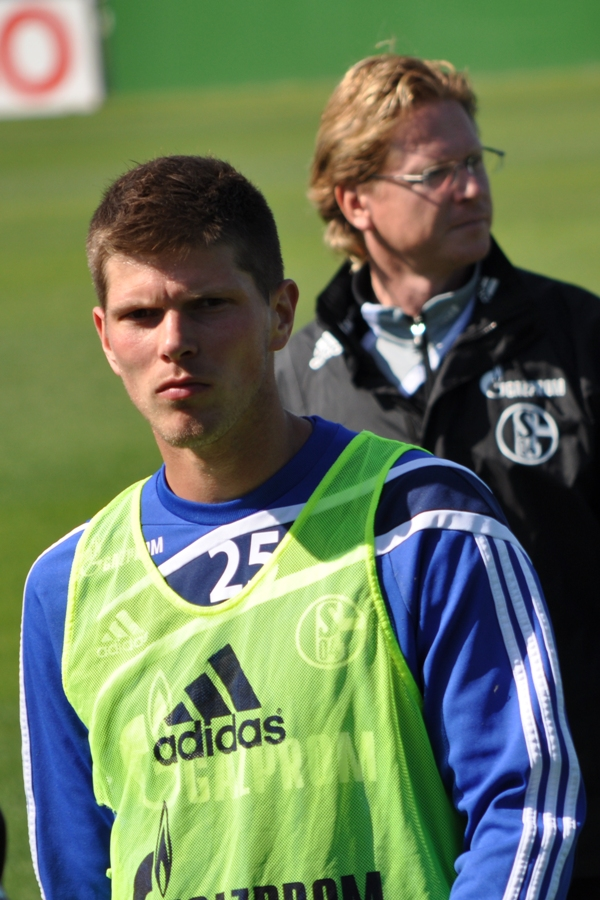
샬케 04의 휜텔라르

2010년 8월 31일, 독일 분데스리가의 샬케 04가 €12M에 휜텔라르를 영입했다. 9월 19일, 그는 1-3으로 패한 숙적 도르트문트와의 안방 경기에서 샬케 04에서의 첫 골을 기록했고, 2010년 11월 24일에 벌어진 리옹과의 UEFA 챔피언스리그 조별 리그 경기에서는 2골을 추가했다. 2011년 5월 21일, 휜텔라르는 뒤스부르크와의 2011 DFB-포칼 결승전에서 2골을 기록해 샬케 04의 5-0 완승에 견인했고, 구단은 통산 5번째 DFB-포칼 우승이자 9년 만의 주요 대회 우승을 달성했다. 휜텔라르는 35경기 출전 13골로 2010-11 시즌을 마쳤다.
2011년 7월 31일, 휜텔라르는 란데스리가 쥐트바덴의 테닝엔과의 경기에서 4골을 기록해 원정에서의 11-1 대승을 견인했고, 펠틴스 아레나에서 열린 쾰른과의 경기에서는 해트트릭을 완성해 5-1 완승과 시즌 첫 승점을 가져왔다. 8월 25일, 휜텔라르는 HJK와의 UEFA 유로파리그 플레이오프전에서 페널티킥 2골을 포함해 4골을 기록해 6-1 대승을 견인해 샬케 04가 1차전 0-2 패배를 뒤집고 합계 6-3으로 앞서 대회 조별 리그에 진출할 수 있게 만들었다. 2011년 9월 22일, 랄프 랑니크가 감독직을 사퇴하면서, 전 샬케 04 감독 휘프 스테번스가 10월 2일 함부르크전부터 지휘봉을 잡게 되었다. 휜텔라르는 스테번스의 두번째 임기 첫 경기 승리를 견인했는데, 그가 73분에 머리로 넣은 결승골은 야로슬라프 드로브니를 제쳐 들어갔다. 그는 트벤터와의 UEFA 유로파리그 경기에서 해트트릭으로 4-1 승리를 견인했고, 시즌을 37경기 출전 38골로 끝냈다. 그는 2012년 2월, 뒤늦게 기량이 물이 올라 앞으로 2년동안 현역 생활 정점을 찍을 것이라 말한 적이 있다. 휜텔라르는 베르더 브레멘 시즌 최종전에서 후반전에 2골을 기록해 3-2 승리를 공헌했고, 샬케 04는 UEFA 챔피언스리그 조별 리그 진출권을 확보했다. 2골을 추가한 휜텔라르는 리그 34경기에서 29골을 기록한 것이 되었고, 그는 분데스리가 득점왕에 등극한 최초의 네덜란드 선수가 되었다.
2012년 12월 23일, 샬케 04는 휜텔라르가 2015년 6월 30일까지 유효한 2년 계약 연장에 합의를 보았다고 발표했다. 휜텔라르는 2012-13 시즌을 35경기 출전 16골로 마무리했다. 그 다음 시즌, 휜텔라르는 21경기에서 14골을 넣었다.
2015년 1월 31일, 휜텔라르는 하노버 96의 마누엘 슈미데바흐에게 거친 태클을 해 즉시 퇴장당했다. 독일 축구 협회 (DFB)가 6경기 출장 정지 징계를 내리자 샬케 04측이 항의했다. 2015년 3월 10일, 휜텔라르는 전 소속 구단 레알 마드리드를 상대로 2골을 기록해 산티아고 베르나베우에서 4-3 승리를 쟁취했다. 그는 2014년 11월 이래 리그에서 1,000분 넘게 13경기동안 무득점으로 침묵했다. 이로 인해 그는 지지자들과 감독으로부터 해당 시즌 활약에 대해 약간의 비판이 있었다. 무득점 침묵은 2015년 5월 2일, 슈투트가르트와의 경기에서 동점골을 터뜨려 종결지었다. 휜텔라르는 2014-15 시즌을 37경기 출전 14골로 마쳤다.
2015년 8월 8일, 휜텔라르는 5-0으로 이긴 뒤스부르크와의 DFB-포칼 1라운드 경기에서 골을 넣으며 2015-16 시즌을 시작했다. 휜텔라르의 2015-16 시즌은 40경기 출전 16골로 마감했다.

## 국가대표팀 경력

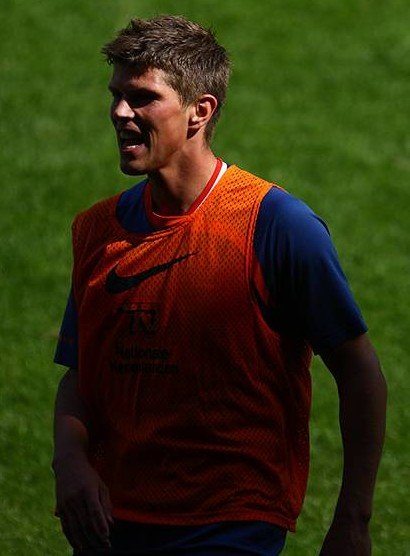
네덜란드 국가대표팀 훈련의 휜텔라르

### 청소년 국가대표팀
휜텔라르는 루이 판 할 감독 지도하의 네덜란드 선수단 일원으로 2001년 FIFA 세계 청소년 축구 선수권 대회에 참가했다. 그는 대회에서 2골을 기록했지만, 네덜란드는 이집트와의 8강전에서 탈락했다. 2005-06 시즌에 헤이렌베인과 아약스에서 47경기에 나서 44골을 기록한 후, 휜텔라르는 2006년 FIFA 월드컵의 네덜란드 선수단 예비 명단에 이름을 올렸지만, 최종적으로 발탁되지 못했고, 대신 포르투갈에서 열린 UEFA U-21 축구 선수권 대회에 참가했다. 휜텔라르는 4골로 대회 득점왕에 등극했는데, 2006년 6월 4일, 우크라이나와의 결승전에서는 2골을 넣어 3-0 완승을 견인했고, U-21 대표팀에서 첫 우승을 차지했다. 휜텔라르는 UEFA 대회의 팀 일원으로 선정된 두 명의 공격수들 중 한 명이었다. 대회 후, 휜텔라르는 U-21 대표팀에서 승격되었는데, 그는 22경기에 출전해 18골을 기록해 네덜란드 U-21 국가대표팀 역대 최다 득점 기록을 지니고 있다.

### 성인 국가대표팀

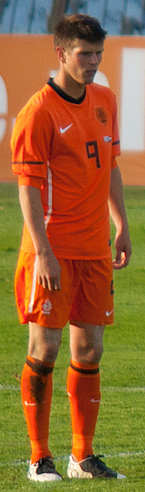
2011년 네덜란드 국가대표팀의 휜텔라르

U-21 국가대표팀에서의 맹활약 후, 휜텔라르는 마르코 판 바스턴 네덜란드 성인 국가대표팀 감독에 의해 2006년 8월 16일자 아일랜드 원정 친선전을 치를 선수로 네덜란드 국가대표팀에 차출되었다. 랜스던 로드에서 열린 이 경기에서, 휜텔라르는 성인 대표팀 신고식을 치러 2골을 기록하고 2도움을 올려 적지에서 4-0 완승에 공헌했고, 1978년 딕 나닝하 이래 28년만에 네덜란드 성인 국가대표팀 신고식에서 득점을 기록한 첫 선수가 되었다.

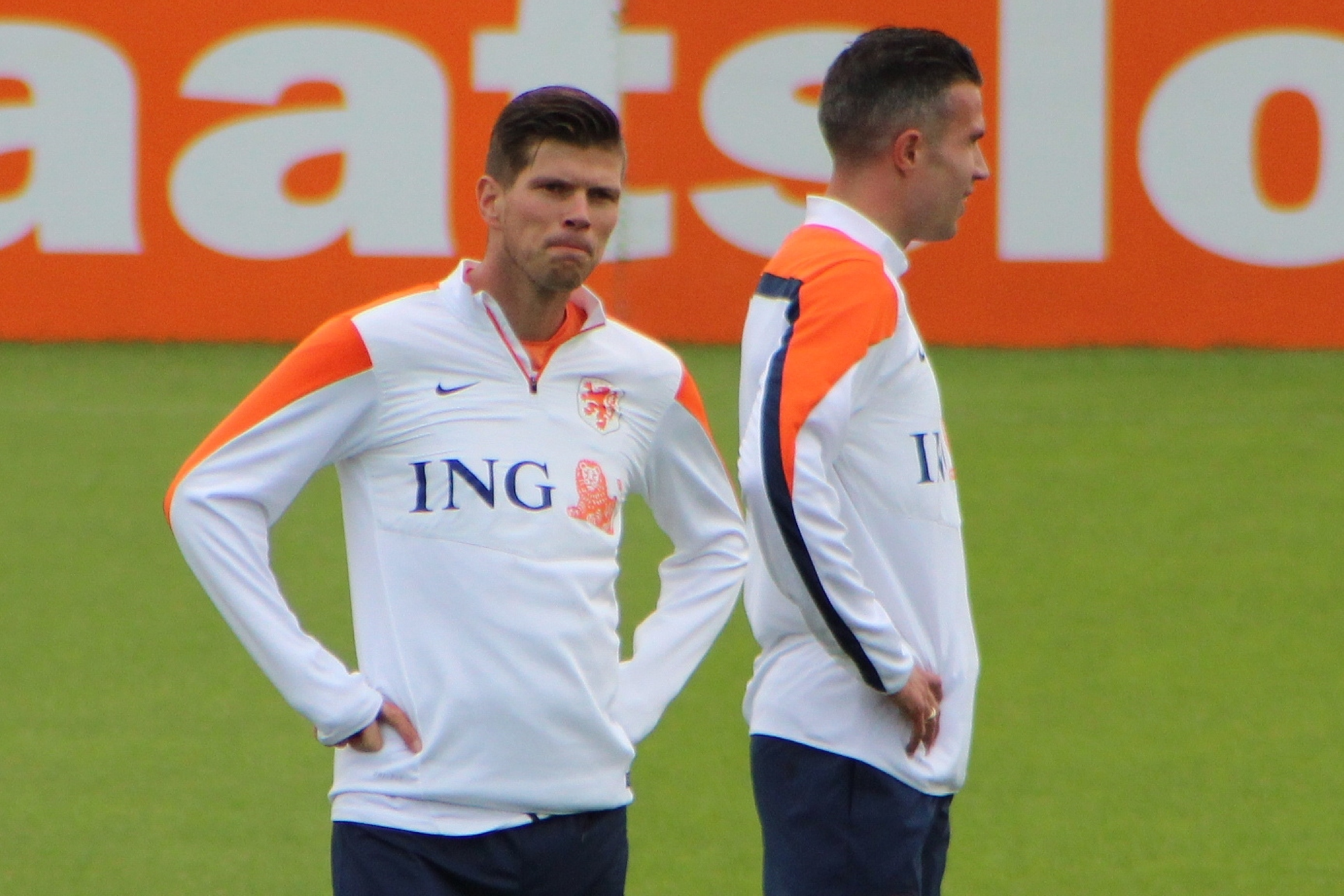
뤼트 판 니스텔로이가 국가대표팀에서 은퇴한 후, 휜텔라르는 로빈 판 페르시(오른쪽)과 주전 공격수 지위를 놓고 공격했다. 두 선수는 2011-12 시즌에 도합하여 각 소속 구단에서 85골이라는 경이로운 득점 기록을 냈다.

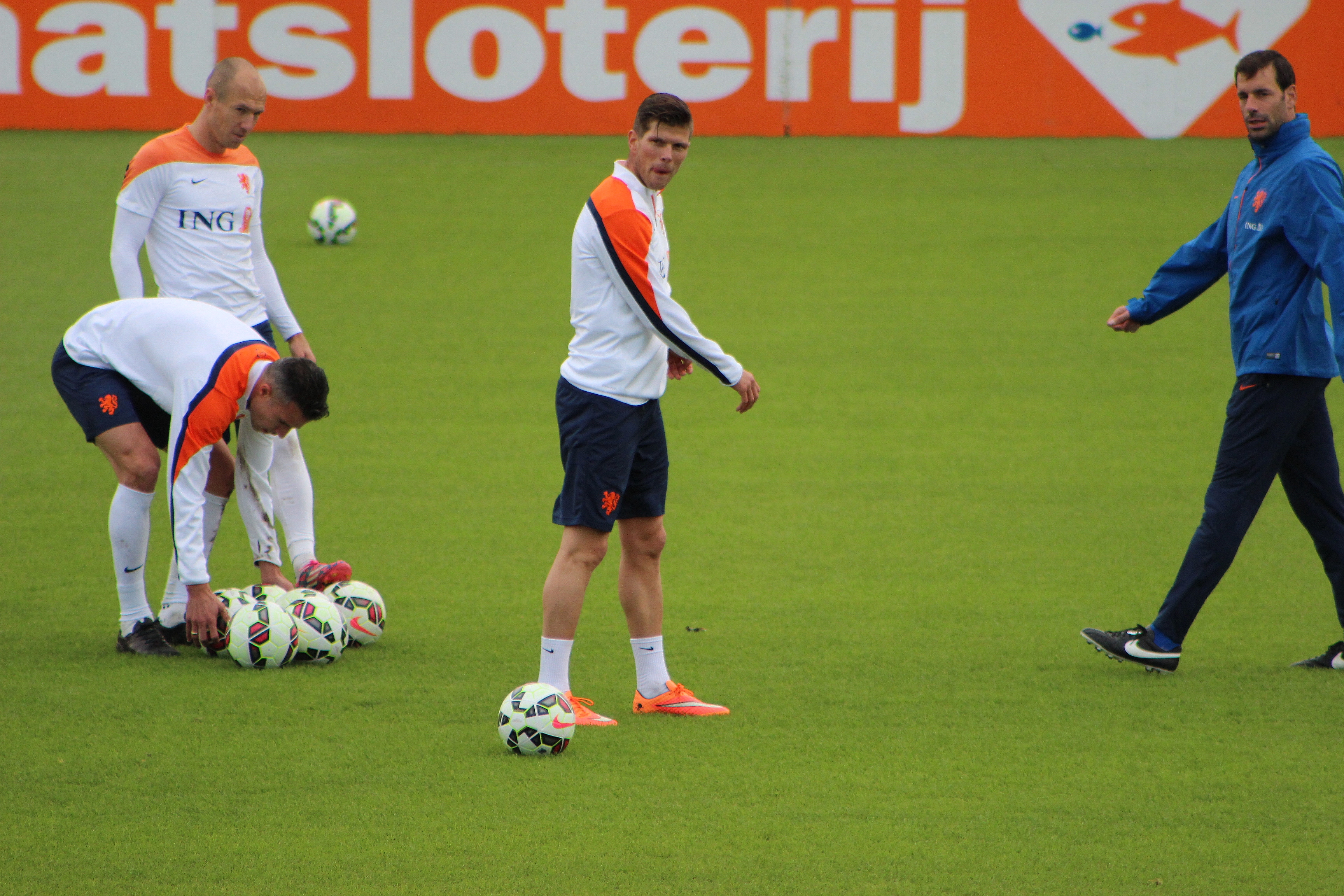
베르트 판 마르베이크 감독 하에 치른 부진했던 UEFA 유로 2012와 루이 판 할 감독 하에 치르고 선전한 2014년 FIFA 월드컵에서 휜텔라르는 로빈 판 페르시(왼쪽 아래)의 후보 선수로 배치되었다.

다수의 경기에 차출되지 못했던 휜텔라르는 2007년 10월에 루마니아와 슬로베니아와의 UEFA 유로 2008 예선전 경기를 앞두고 다시 차출되었다. 공격수 뤼트 판 니스텔로이가 징계로 결장하면서, 휜텔라르는 슬로베니아전에 선발로 출전해 주요 대회 첫 골을 기록하고 네덜란드의 2-0 승리에 공헌했다. 휜텔라르는 UEFA 유로 2008의 본선 무대에 참가할 선수 명단에 이름을 올렸고, 그는 루마니아와의 C조 최종전에 딱 한 경기 출전해 선제골을 넣고 2-0 승리를 견인했다.
뤼트 판 니스텔로이가 은퇴하고, 베르트 판 마르베이크가 네덜란드 국가대표팀 후임 감독으로 부임하면서, 휜텔라르는 아이슬란드와의 2010년 FIFA 월드컵 예선전에서 주전 선수로 기용되어 2-0 승리를 가져다 주었다. 휜텔라르는 남아프리카 공화국에서 열릴 2010년 FIFA 월드컵에 참가하는 네덜란드 선수단의 예비 명단에 등록되었다. 2010년 5월 27일, 판 마르베이크가 대회 본선에 참가할 23인을 발표하면서, 휜텔라르도 대회에 참가하게 되었다. 6월 24일, 그는 케이프타운의 그린 포인트 스타디움에서 열린 카메룬과의 경기에서 58분에 로빈 판 페르시와 교체되어 들어가 83분에 결승골을 넣어 2-1 승리에 공을 세웠으며, 그는 34번의 네덜란드 국가대표팀 경기에 출전해 16골을 넣은 것이 되었다. 휜텔라르는 슬로바키아와의 16강전, 브라질과의 8강전에서도 판 페르시와 교체되어 들어갔다. 그는 스페인과의 결승전에서 결장했는데, 안드레스 이니에스타의 막판 1-0 결승골로 네덜란드가 FIFA 월드컵 결승전에서만 3번 준우승에 머물렀다.
2010년 9월 3일, 휜텔라르는 산마리노 스타디움에서 열린 산마리노와의 UEFA 유로 2012 예선전에서 해트트릭을 완성해 네덜란드의 5-0 승리를 견인했다. 2010년 9월 7일, 그는 로테르담에서 열린 핀란드와의 경기에서 네덜란드의 두 골을 모두 득점해 승리에 공을 세웠다.
휜텔라르는 득점 행진을 이어나가 2010년 10월 12일에는 스웨덴을 상대로 두 골을 추가해 4-1 승리에 일조했다. 그는 12골로 UEFA 유로 2012 예선전 최다 득점자로 기록되었고, 북아일랜드의 데이비드 힐리가 세운 역대 최다 예선 득점 기록보다 한 골이 적다.
2014년 FIFA 월드컵의 멕시코와 치른 16강전에서 휜텔라르는 네덜란드가 0-1로 끌려가는 가운데 로빈 판 페르시와 교체되어 들어갔다. 그는 베슬레이 스네이더르의 골을 돕고 페널티킥으로 결승골을 뽑아 8강행을 도왔다. 휜텔라르는 나중에 아르연 로번 주장이 페널티킥을 차야 마땅했지만, 교체로 들어가 훌륭한 활약을 펼쳤기에 페널티킥 주자로 나설 기회를 받았다고 밝혔다.

## 사생활
2000년 이래, 휜텔라르는 이성 친구 마디 스홀데르만과 관계를 맺고 있었다. 두 부부 사이에 4명의 자식을 두고 있다: 아들로는 세브 (2009년 4월 9일 출생), 악셀 (2011년 7월 20일 출생), 그리고 짐 (2017년 1월 2일 출생)이 있고, 딸은 퓌크 (2013년 8월 6일 출생)가 있다. 그의 조카 쿤 휜텔라르도 프로 축구 선수가 되었다.

## 경력 통계

### 클럽 기록
2017년 4월 23일 기준
| 클럽          | 시즌      | 리그              | 리그 | 리그 | 컵1  | 컵1 | 대륙2 | 대륙2 | 기타3 | 기타3 | 합계 | 합계 | 각.    |
| 클럽          | 시즌      | 리그              | 출장 | 골   | 출장 | 골  | 출장  | 골    | 출장  | 골    | 출장 | 골   | 각.    |
| ------------- | --------- | ----------------- | ---- | ---- | ---- | --- | ----- | ----- | ----- | ----- | ---- | ---- | ------ |
| PSV           | 2002–03   | 에레디비시        | 1    | 0    | 0    | 0   | 0     | 0     | —     | —     | 1    | 0    | [ 11 ] |
| 더 흐라프스합 | 2002–03   | 에레디비시        | 9    | 0    | 1    | 0   | —     | —     | —     | —     | 10   | 0    | [ 11 ] |
| AGOVV         | 2003–04   | 에이르스터 디비시 | 35   | 26   | 2    | 1   | —     | —     | —     | —     | 37   | 27   | [ 11 ] |
| 헤이렌베인    | 2004–05   | 에레디비시        | 31   | 16   | 1    | 0   | 7     | 3     | —     | —     | 39   | 19   | [ 11 ] |
| 헤이렌베인    | 2005–06   | 에레디비시        | 15   | 17   | 1    | 1   | 6     | 2     | —     | —     | 22   | 20   | [ 11 ] |
| 헤이렌베인    | 합계      | 합계              | 46   | 33   | 2    | 1   | 13    | 5     | —     | —     | 61   | 39   | —      |
| 아약스        | 2005–06   | 에레디비시        | 16   | 16   | 1    | 2   | 2     | 1     | 4     | 2     | 23   | 21   | [ 11 ] |
| 아약스        | 2006–07   | 에레디비시        | 32   | 21   | 6    | 4   | 9     | 9     | 4     | 2     | 51   | 36   | [ 11 ] |
| 아약스        | 2007–08   | 에레디비시        | 34   | 33   | 2    | 1   | 4     | 2     | 5     | 0     | 45   | 36   | [ 11 ] |
| 아약스        | 2008–09   | 에레디비시        | 10   | 6    | 1    | 1   | 4     | 2     | —     | —     | 15   | 9    | [ 11 ] |
| 아약스        | 합계      | 합계              | 92   | 76   | 10   | 8   | 19    | 14    | 13    | 4     | 134  | 102  | —      |
| 레알 마드리드 | 2008–09   | 라 리가           | 20   | 8    | 0    | 0   | 0     | 0     | —     | —     | 20   | 8    | [ 11 ] |
| 밀란          | 2009–10   | 세리에 A          | 25   | 7    | 2    | 0   | 3     | 0     | —     | —     | 30   | 7    | [ 11 ] |
| 샬케 04       | 2010–11   | 분데스리가        | 24   | 8    | 3    | 2   | 8     | 3     | —     | —     | 35   | 13   | [ 75 ] |
| 샬케 04       | 2011–12   | 분데스리가        | 32   | 29   | 3    | 5   | 12    | 14    | 1     | 0     | 48   | 48   | [ 11 ] |
| 샬케 04       | 2012–13   | 분데스리가        | 26   | 10   | 2    | 2   | 7     | 4     | —     | —     | 35   | 16   | [ 87 ] |
| 샬케 04       | 2013–14   | 분데스리가        | 18   | 12   | 1    | 1   | 2     | 1     | —     | —     | 21   | 14   | [ 88 ] |
| 샬케 04       | 2014–15   | 분데스리가        | 28   | 9    | 1    | 0   | 8     | 5     | —     | —     | 37   | 14   | [ 92 ] |
| 샬케 04       | 2015–16   | 분데스리가        | 31   | 12   | 2    | 1   | 7     | 3     | —     | —     | 40   | 16   | [ 94 ] |
| 샬케 04       | 2016–17   | 분데스리가        | 13   | 2    | 3    | 2   | 5     | 1     | —     | —     | 21   | 5    |        |
| 샬케 04       | 합계      | 합계              | 172  | 82   | 15   | 13  | 49    | 31    | 1     | 0     | 237  | 126  | —      |
| 경력 합계     | 경력 합계 | 경력 합계         | 400  | 232  | 32   | 23  | 84    | 50    | 14    | 4     | 530  | 309  | —      |

- 1.^ KNVB컵, 코파 델 레이, 코파 이탈리아 및 DFB-포칼 출전 경기 포함
- 2.^ UEFA 챔피언스리그 및 UEFA 유로파리그 출전 경기 포함
- 3.^ 에레디비시 플레이오프전 및 DFL-슈퍼컵 출전 경기 포함

### 국가대표팀 출장 기록

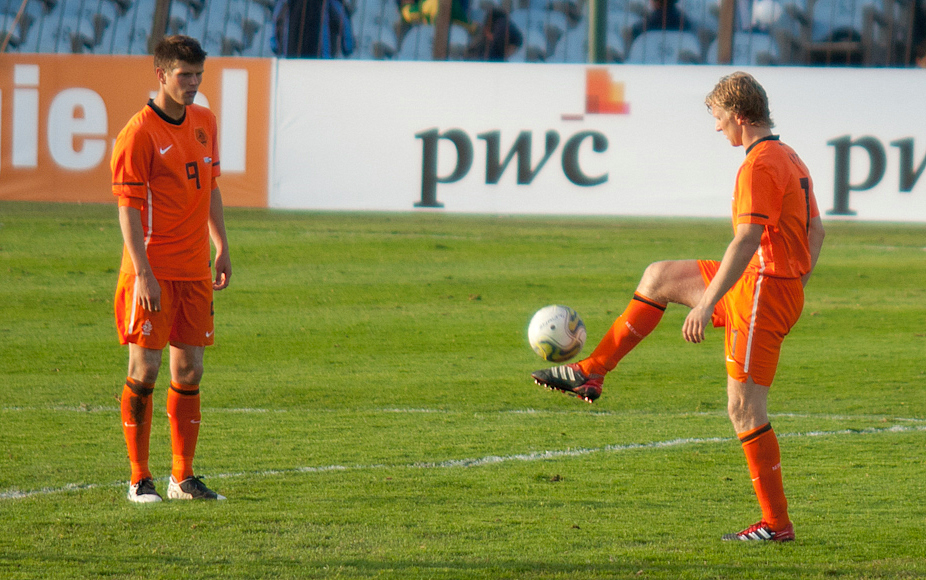
네덜란드 국가대표팀 9번 휜텔라르 (왼쪽)와 디르크 카위트

2015년 10월 13일 기준
| 네덜란드 국가대표팀 | 네덜란드 국가대표팀 | 네덜란드 국가대표팀 |
| ------------------- | ------------------- | ------------------- |
| 2006                | 4                   | 2                   |
| 2007                | 5                   | 1                   |
| 2008                | 9                   | 7                   |
| 2009                | 11                  | 4                   |
| 2010                | 12                  | 11                  |
| 2011                | 8                   | 5                   |
| 2012                | 10                  | 4                   |
| 2013                | 1                   | 0                   |
| 2014                | 9                   | 4                   |
| 2015                | 7                   | 4                   |
| 합계                | 76                  | 42                  |

### 국가대표팀 득점 기록
| 골 | 날짜             | 장소                                             | 상대           | 점수 | 결과 | 대회                      |
| -- | ---------------- | ------------------------------------------------ | -------------- | ---- | ---- | ------------------------- |
| 1  | 2006년 8월 16일  | 랜스던 로드, 더블린, 아일랜드                    | 아일랜드       | 0–1  | 0–4  | 친선경기                  |
| 2  | 2006년 8월 16일  | 랜스던 로드, 더블린, 아일랜드                    | 아일랜드       | 0–3  | 0–4  | 친선경기                  |
| 3  | 2007년 10월 17일 | 필립스 스타디온, 에인트호번, 네덜란드            | 슬로베니아     | 2–0  | 2–0  | UEFA 유로 2008 예선전     |
| 4  | 2008년 2월 6일   | 스타디온 폴류드, 스플리트, 크로아티아            | 크로아티아     | 0–2  | 0–3  | 친선경기                  |
| 5  | 2008년 3월 26일  | 에른스트 하펠 슈타디온, 빈, 오스트리아           | 오스트리아     | 3–1  | 3–4  | 친선경기                  |
| 6  | 2008년 3월 26일  | 에른스트 하펠 슈타디온, 빈, 오스트리아           | 오스트리아     | 3–4  | 3–4  | 친선경기                  |
| 7  | 2008년 5월 24일  | 스타디온 페예노르트, 로테르담, 네덜란드          | 우크라이나     | 2–0  | 3–0  | 친선경기                  |
| 8  | 2008년 6월 17일  | 스타드 드 스위스, 베른, 스위스                   | 루마니아       | 1–0  | 2–0  | UEFA 유로 2008            |
| 9  | 2008년 9월 6일   | 필립스 스타디온, 에인트호번, 네덜란드            | 오스트레일리아 | 1–0  | 1–2  | 친선경기                  |
| 10 | 2008년 10월 11일 | 스타디온 페예노르트, 로테르담, 네덜란드          | 아이슬란드     | 2–0  | 2–0  | 2010년 FIFA 월드컵 예선전 |
| 11 | 2009년 2월 11일  | 스타드 올랭피크 드 라데스, 라데스, 튀니지        | 튀니지         | 0–1  | 1–1  | 친선경기                  |
| 12 | 2009년 3월 28일  | 암스테르담 아레나, 암스테르담, 네덜란드          | 스코틀랜드     | 1–0  | 3–0  | 2010년 FIFA 월드컵 예선전 |
| 13 | 2009년 4월 1일   | 암스테르담 아레나, 암스테르담, 네덜란드          | 북마케도니아   | 2–0  | 4–0  | 2010년 FIFA 월드컵 예선전 |
| 14 | 2009년 9월 5일   | 더 흐롤스 페스터, 엔스헤데, 네덜란드             | 일본           | 3–0  | 3–0  | 친선경기                  |
| 15 | 2010년 3월 3일   | 암스테르담 아레나, 암스테르담, 네덜란드          | 미국           | 2–0  | 2–1  | 친선경기                  |
| 16 | 2010년 6월 24일  | 케이프타운 경기장, 케이프타운, 남아프리카 공화국 | 카메룬         | 2–1  | 2–1  | 2010년 FIFA 월드컵        |
| 17 | 2010년 9월 3일   | 산마리노 스타디움, 세라발레, 산마리노            | 산마리노       | 2–0  | 5–0  | UEFA 유로 2012 예선전     |
| 18 | 2010년 9월 3일   | 산마리노 스타디움, 세라발레, 산마리노            | 산마리노       | 3–0  | 5–0  | UEFA 유로 2012 예선전     |
| 19 | 2010년 9월 3일   | 산마리노 스타디움, 세라발레, 산마리노            | 산마리노       | 4–0  | 5–0  | UEFA 유로 2012 예선전     |
| 20 | 2010년 9월 7일   | 스타디온 페예노르트, 로테르담, 네덜란드          | 핀란드         | 1–0  | 2–1  | UEFA 유로 2012 예선전     |
| 21 | 2010년 9월 7일   | 스타디온 페예노르트, 로테르담, 네덜란드          | 핀란드         | 2–0  | 2–1  | UEFA 유로 2012 예선전     |
| 22 | 2010년 10월 8일  | 스타디오눌 짐브루, 키시너우, 몰도바              | 몰도바         | 0–1  | 0–1  | UEFA 유로 2012 예선전     |
| 23 | 2010년 10월 12일 | 암스테르담 아레나, 암스테르담, 네덜란드          | 스웨덴         | 1–0  | 4–1  | UEFA 유로 2012 예선전     |
| 24 | 2010년 10월 12일 | 암스테르담 아레나, 암스테르담, 네덜란드          | 스웨덴         | 3–0  | 4–1  | UEFA 유로 2012 예선전     |
| 25 | 2010년 11월 17일 | 암스테르담 아레나, 암스테르담, 네덜란드          | 튀르키예       | 1–0  | 1–0  | 친선경기                  |
| 26 | 2011년 2월 9일   | 필립스 스타디온, 에인트호번, 네덜란드            | 오스트리아     | 2–0  | 3–1  | 친선경기                  |
| 27 | 2011년 9월 2일   | 필립스 스타디온, 에인트호번, 네덜란드            | 산마리노       | 5–0  | 11–0 | UEFA 유로 2012 예선전     |
| 28 | 2011년 9월 2일   | 필립스 스타디온, 에인트호번, 네덜란드            | 산마리노       | 8–0  | 11–0 | UEFA 유로 2012 예선전     |
| 29 | 2011년 10월 7일  | 스타디온 페예노르트, 로테르담, 네덜란드          | 몰도바         | 1–0  | 1–0  | UEFA 유로 2012 예선전     |
| 30 | 2011년 10월 11일 | 로순다 스타디온, 솔나, 스웨덴                    | 스웨덴         | 1–1  | 3–2  | UEFA 유로 2012 예선전     |
| 31 | 2012년 2월 29일  | 웸블리 스타디움, 런던, 잉글랜드                  | 잉글랜드       | 0–2  | 2–3  | 친선경기                  |
| 32 | 2012년 8월 15일  | 보두앙 국왕 경기장, 브뤼셀, 벨기에               | 벨기에         | 1–2  | 4–2  | 친선경기                  |
| 33 | 2012년 9월 12일  | 푸슈카시 페렌츠 슈터디온, 부다페스트, 헝가리     | 헝가리         | 1–4  | 1–4  | 2014년 FIFA 월드컵 예선전 |
| 34 | 2012년 10월 12일 | 스타디온 페예노르트, 로테르담, 네덜란드          | 안도라         | 2–0  | 3–0  | 2014년 FIFA 월드컵 예선전 |
| 35 | 2014년 6월 29일  | 카스텔랑, 포르탈레자, 브라질                     | 멕시코         | 2–1  | 2–1  | 2014년 FIFA 월드컵        |
| 36 | 2014년 10월 10일 | 암스테르담 아레나, 암스테르담, 네덜란드          | 카자흐스탄     | 1–1  | 3–1  | UEFA 유로 2016 예선전     |
| 37 | 2014년 11월 16일 | 암스테르담 아레나, 암스테르담, 네덜란드          | 라트비아       | 3–0  | 6–0  | UEFA 유로 2016 예선전     |
| 38 | 2014년 11월 16일 | 암스테르담 아레나, 암스테르담, 네덜란드          | 라트비아       | 6–0  | 6–0  | UEFA 유로 2016 예선전     |
| 39 | 2015년 3월 28일  | 암스테르담 아레나, 암스테르담, 네덜란드          | 튀르키예       | 1–1  | 1–1  | UEFA 유로 2016 예선전     |
| 40 | 2015년 6월 5일   | 암스테르담 아레나, 암스테르담, 네덜란드          | 미국           | 1–0  | 3–4  | 친선경기                  |
| 41 | 2015년 6월 5일   | 암스테르담 아레나, 암스테르담, 네덜란드          | 미국           | 2–1  | 3–4  | 친선경기                  |
| 42 | 2015년 10월 13일 | 암스테르담 아레나, 암스테르담, 네덜란드          | 체코           | 1–3  | 2–3  | UEFA 유로 2016 예선전     |

## 수상 내역

### 클럽
아약스
- 에레디비시: 2018–19
- KNVB컵: 2005–06, 2006–07, 2018–19
- 요한 크라위프 스할: 2006,[121] 2007[122], 2019

샬케 04
- DFB-포칼: 2010–11
- DFL-슈퍼컵: 2011

### 국가대표팀
네덜란드 U-21

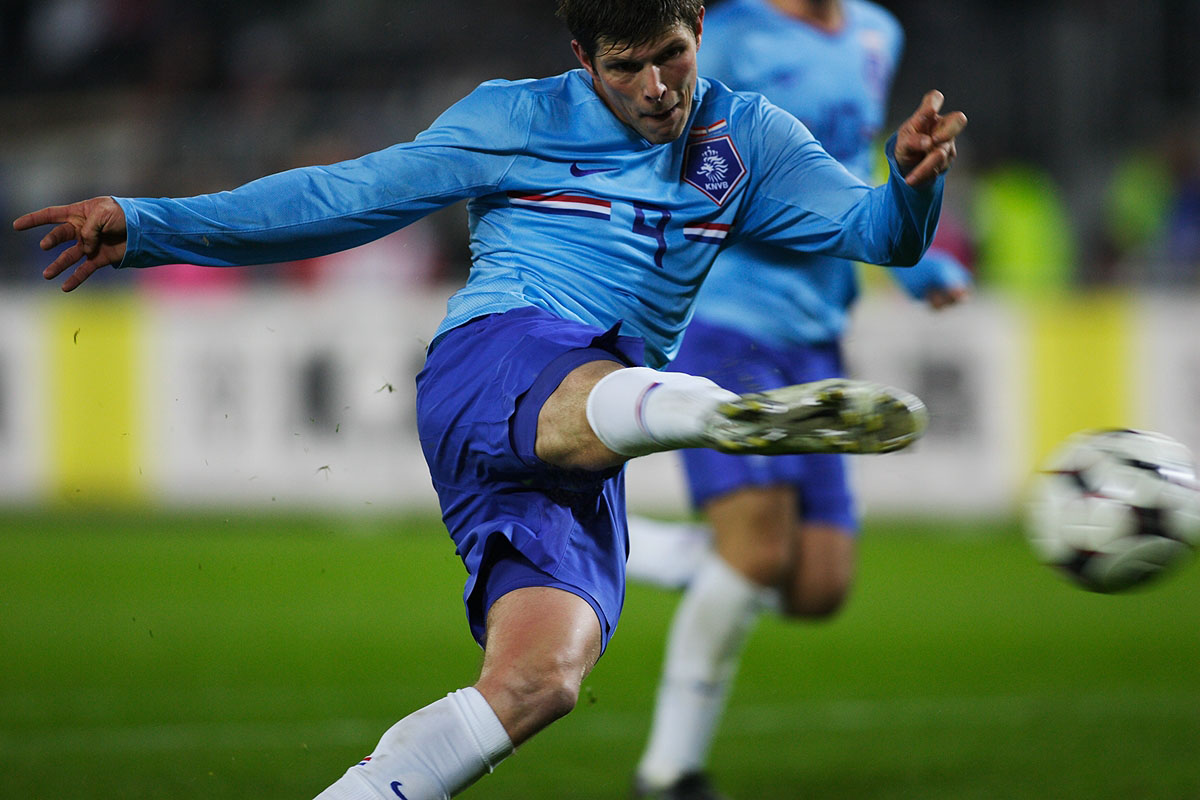
휜텔라르는 2006년 UEFA U-21 축구 선수권 대회의 최우수 선수로 선정되고 득점왕에도 등극했다.

- UEFA U-21 축구 선수권 대회: 2006[123]

네덜란드
- FIFA 월드컵
  - 준우승: 2010
  - 3위: 2014[120][124]

### 개인
- 에이르스터 디비시 득점왕: 2003-04[121]
- 에이르스터 디비시 올해의 선수: 2003-04
- 에레디비시 득점왕: 2005–06,[121] 2007–08[121]
- 분데스리가 득점왕: 2011-12 (29골)[125]
- 에레디비시 올해의 신인 선수: 2005–06[121]
- 아약스 올해의 선수: 2006[126]
- UEFA U-21 축구 선수권 대회 득점왕: 2006[127]
- UEFA U-21 축구 선수권 대회 최우수 선수: 2006[128]
- 네덜란드 U-21 국가대표팀 최다 득점자
- 샬케 04 유럽대항전 역대 최다 득점자: 30골